# 76 mm M1
Il 76 mm M1 era un cannone da carro armato statunitense sviluppato durante la seconda guerra mondiale, che rimpiazzò il cannone da 75 mm M3 L/40 sulle ultime versioni del carro armato medio M4 Sherman e che equipaggiò il cacciacarri M18 Hellcat.

## Storia
Il cannone da 75 mm M3 a media velocità, armamento standard degli M4 Sherman, era stato progettato come arma a doppio impiego. Inizialmente riusciva a penetrare i 30–50 mm di corazza frontale dei carri Panzer IV e dei cannoni d'assalto Sturmgeschütz III tedeschi; il pezzo fu messo alla prova dal successivo aumento a 80 mm dello spessore della corazza di questi veicoli ed il loro riarmo con il nuovo cannone 7,5 cm KwK 40, mentre la comparsa dei Panzer V Panther e Panzer VI Tiger I diminuì significativamente le capacità di ingaggio degli Sherman a lunga distanza. Venne quindi richiesta un'arma con una maggiore velocità alla volata.
La nuova arma era dotata di un blocco di culatta simile a quella del 75 mm M3 e sparava la stessa munizione del 3 inch M7 che equipaggiava il cacciacarri M10 Wolverine, ma con un diverso bossolo. Prodotto come versione alleggerita del pezzo da 3 pollici, il cannone ricevette un freno di bocca ed un passo di rigatura più corto durante la produzione.
Mentre le prestazioni delle granate HE e fumogene da 76 mm erano inferiori a quelle da 75, la maggiore velocità iniziale del pezzo da 76 mm garantiva migliori performance anticarro, con una potenza di fuoco paragonabile alla maggior parte dei mezzi avversari, in particolare del Panzer IV e dei vari cannoni d'assalto tedeschi. Usando il proiettile perforante M62, il cannone M1 penetrava 109 mm di corazza inclinata a 0° a 1.000 m, con una velocità alla volata di 792 m/s. Il proietto HVAP penetrava 178 mm di corazza a 1.000 m, con una velocità alla volata di 1.036 m/s.
Il M1 venne testato su un carro M4 Sherman, ma emerse che la lunghezza della canna causava problemi di bilanciamento. La canna venne accorciata e venne aggiunto un contrappeso sulla culatta; il pezzo così ottenuto venne identificato come M1A1. La riduzione della lunghezza di circa 38 cm non influenzava le prestazioni in termini di capacità di penetrazione.
Quando il contrappeso si dimostrò insufficiente, l'arma venne installata nella torretta del T23, montata sullo scafo M4 Sherman.
La sostituzione totale dei pezzi da 75 mm con gli M1 da 76 mm venne ostacolata dalla minore capacità di carico della granata HE di quest'ultimo (0,41 kg circa contro 0,68 kg) e della grande vampata, che in zone aride causava grandi nuvole di polvere. Il problema venne parzialmente risolto nella versione M1A1C con l'introduzione di un freno di bocca che dissipava lateralmente la vampa.
Il Regno Unito non si interessò allo Sherman da 76 mm in quanto stava sviluppando in proprio versioni potenziate del carro americano, come lo Sherman Firefly. Questo era armato con il Ordnance QF 17 lb da 76,2 mm, che nonostante la lunghezza intermedia tra M1 e M1A1 usava 2,5 kg di propellente in più. Le prestazioni del paricalibro americano erano inferiori a quelle del pezzo inglese da 17 libbre, ancorpiù nel caso questo utilizzasse i proietti APDS.

## Varianti
- M1: versione iniziale lunga 57 calibri[5].
- M1A1: versione lunga 52 calibri con contrappeso alla culatta[6].
- M1A1C: versione dotata di freno di bocca.
- M1A2: versione dotata di freno di bocca.
- 76 mm gun T2 on carriage T3: variante trainata studiata a partire dal 1943 dal generale Jacob Devers. In seguito l'interesse per l'arma declinò fino alla definitiva cancellazione del progetto nel 1945[7].

## Veicoli utilizzatori

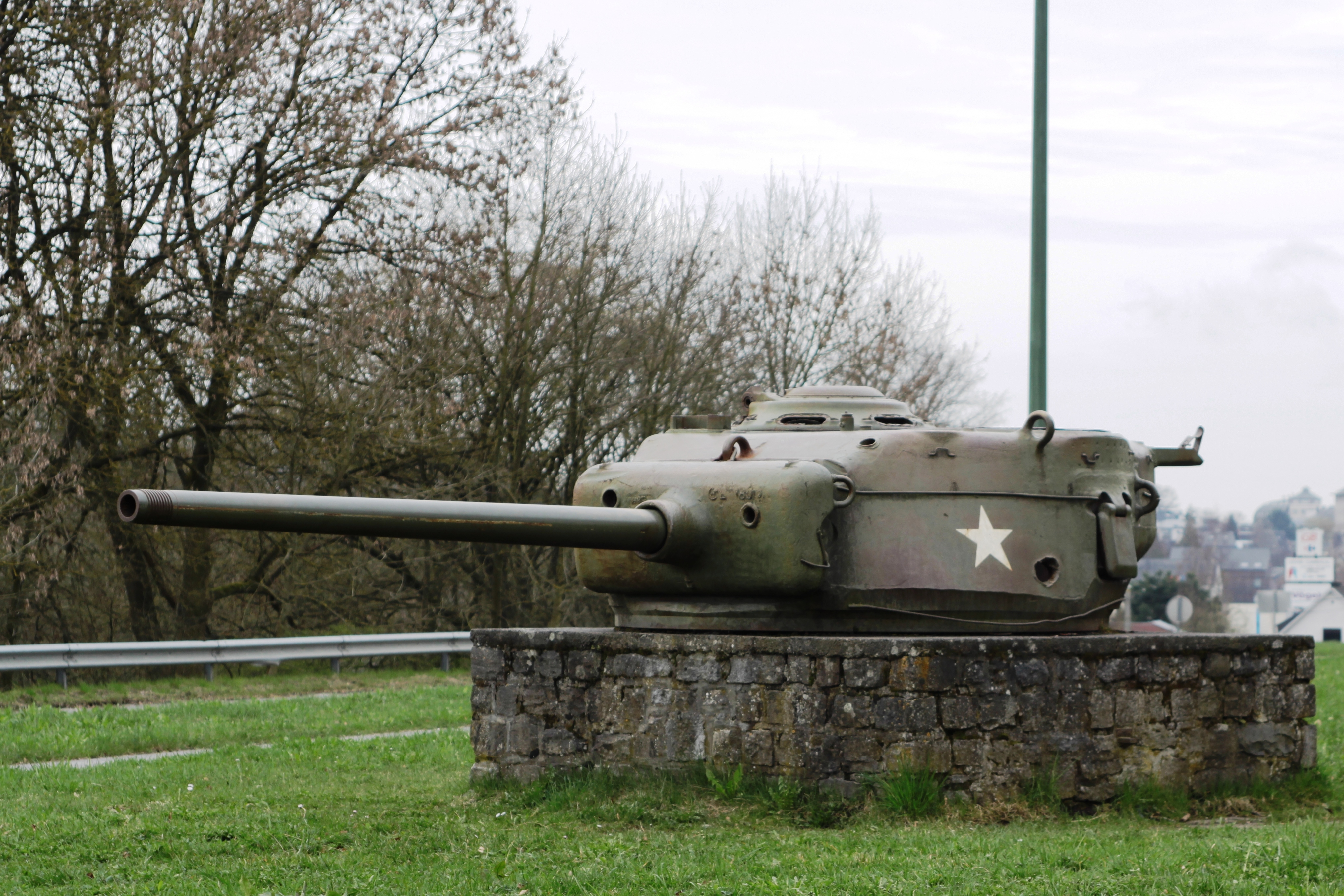
Una torretta T23 usata sugli Sherman da 76 mm, qui senza freno di bocca.

Denominazione del Commonwealth britannico tra parentesi.
- 76 mm Gun Motor Carriage M18 (Hellcat)
- Medium Tank M4A1(76)W (Sherman IIA)
  - Medium Tank M4A1(76)W HVSS (Sherman IIAY)
- Medium Tank M4A2(76)W (Sherman IIIA)
  - Medium Tank M4A2(76)W HVSS (Sherman IIIAY)
- Medium Tank M4A3(76)W(Sherman IVA)
  - Medium Tank M4A3(76)W HVSS

Gli Sherman da 76 mm forniti ai britannici furono da questi usati solo nella campagna d'Italia o dalla 1 Dywizja Pancerna polacca in Europa nord-occidentale. Gli inglesi infatti preferivano supportare i loro Sherman da 75 mm con la versione nazionale da 76 mm Sherman Firefly.

## Prestazioni
| Munizione                                       | 500 m    | 1.000 m |
| ----------------------------------------------- | -------- | ------- |
| Armour-Piercing Capped (APC), US M62            | 93 mm    | 88 mm   |
| Armour-Piercing (AP), US M79                    | 109 mm,  | 92 mm   |
| Armour-Piercing Capped Ballistic Capped (APCBC) | 98–93 mm | 88 mm   |
| High-Velocity Armour-Piercing (HVAP)            | 139 mm   | 127 mm  |
| High-Velocity Armour-Piercing M93               | 157 mm   | 135 mm  |
| High-Velocity Armour-Piercing T-4               | 147 mm   | 120 mm  |

| Munizione | Velocità alla volata (m/s) | Penetrazione (mm) | Penetrazione (mm) | Penetrazione (mm) | Penetrazione (mm) | Penetrazione (mm) | Penetrazione (mm) | Penetrazione (mm) | Penetrazione (mm) | Penetrazione (mm) | Penetrazione (mm) | Penetrazione (mm) |
| Munizione | Velocità alla volata (m/s) | 100 m             | 250 m             | 500 m             | 750 m             | 1000 m            | 1250 m            | 1500 m            | 1750 m            | 2000 m            | 2500 m            | 3000 m            |
| --------- | -------------------------- | ----------------- | ----------------- | ----------------- | ----------------- | ----------------- | ----------------- | ----------------- | ----------------- | ----------------- | ----------------- | ----------------- |
| M62       | 792 m/s (2 600 ft/s)       | 125               | 121               | 116               | 111               | 106               | 101               | 97                | 93                | 89                | 81                | 74                |
| M79       | 792 m/s (2 600 ft/s)       | 154               | 145               | 131               | 119               | 107               | 97                | 88                | 79                | 72                | 59                | 48                |
| M93       | 1 036 m/s (3 400 ft/s)     | 239               | 227               | 208               | 191               | 175               | 160               | 147               | 135               | 124               | 108               | 88                |